# Pomorze (jezioro)
Pomorze – jezioro położone w gminie Giby, powiat sejneński, województwo podlaskie, na południowy wschód od miasta Sejny. Wpływa do niego, a później wypływa, rzeka Marycha. 

## Nazwa
Dawniej akwen ten nazywano morzem. Nazwa ta była wynikiem slawizacji jaćwieskiego słowa mary, które oznaczało jezioro.

## Charakterystyka
Jezioro zaliczane jest do form rynnowo-wytopiskowych. Ma mocno rozbudowaną linię brzegową. Swoim kształtem przypomina trójkąt. Jego powierzchnia wynosi: 297 ha, długość: 4,95 km, szerokość: 1,4 km, a maksymalna głębokość: 23,5 m. Brzegi jeziora w znacznej części porośnięte są lasem, przeważnie sosnowym, w większości łatwo dostępne. Roślinność wynurzona nie jest zbyt bujna, składa się przede wszystkim z trzciny pospolitej i pałki wąskolistnej. Bardziej urozmaicona jest roślinność zanurzona, tworząca miejscami podwodne łąki. Dno jest głównie piaszczysto-żwirowe, przy brzegach bywa muliste. Woda jest czysta, a jedynie podczas zakwitu fitoplanktonu jej przezroczystość znacznie spada.